# Noimuti

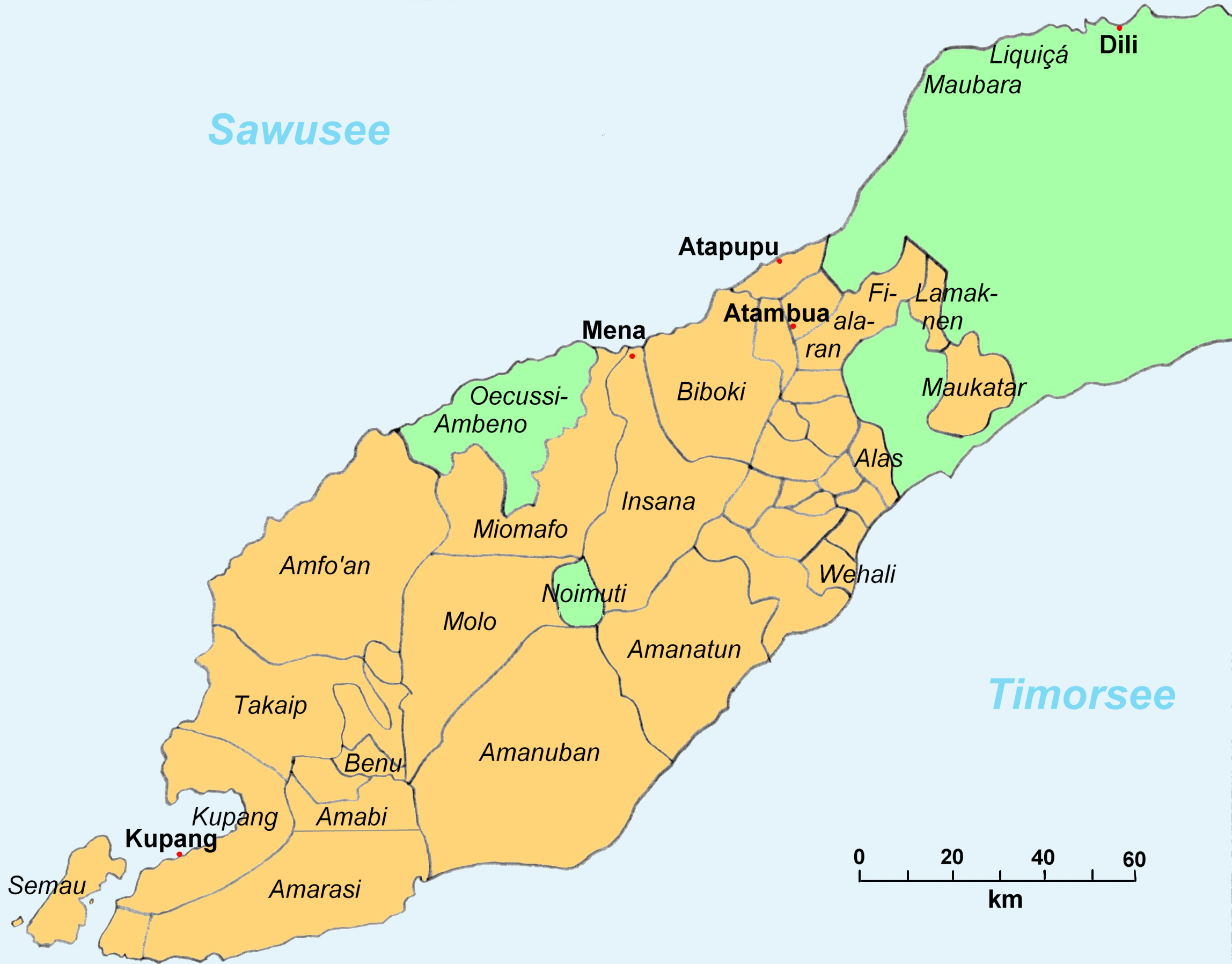
Die Enklave von Noimuti in Westtimor im Jahre 1911. Orange: Niederländisch-Timor; Grün: Portugiesisch-Timor

Noimuti (Noemuti) war ein kleines von einem Liurai regiertes Reich im Norden Westtimors. Heute teilt sich Noimuti in die Distrikte (Kecamatan) Noimuti und Ostnoimuti im Regierungsbezirk (Kabupaten) Nordzentraltimor.

## Geschichte
Ursprünglich war Noimuti kein eigenständiges Reich. Ein Teil gehörte zu Amanuban, die andere Hälfte zu Miomaffo. Noimuti wurde an die Römisch-Katholische Kirche geschenkt, die die Verwaltung übernahm. Menschen aus der Umgebung siedelten in dem Gebiet. Schließlich übernahm Portugal die Verwaltung.
1752 griffen die Niederländer unter Führung des Deutschen Hans Albrecht von Plüskow, dem Kommandanten von Kupang, das Topasse-Reich von Noimuti an. Plüskow nahm hier 400 Gefangene und eroberte 14 Kanonen. Noimuti blieb aber zunächst eine Enklave unter portugiesischer Oberhoheit im niederländischen Westtimor, die über einen Korridor mit dem portugiesischen Oe-Cusse Ambeno und so mit dem Meer verbunden war. Später wurde der Korridor von den Niederländern und einheimischen Herrschern blockiert.

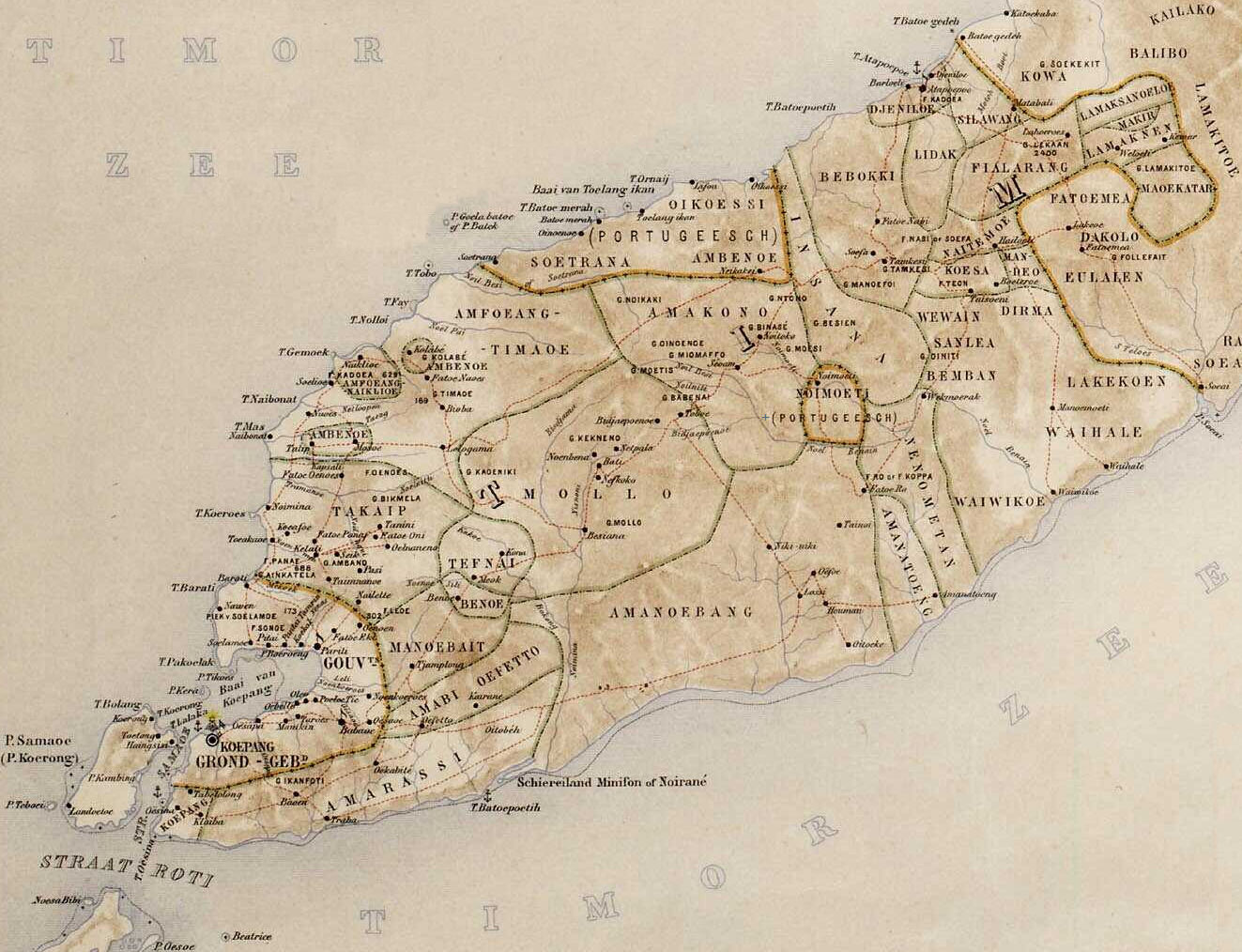
Niederländische Karte von 1898

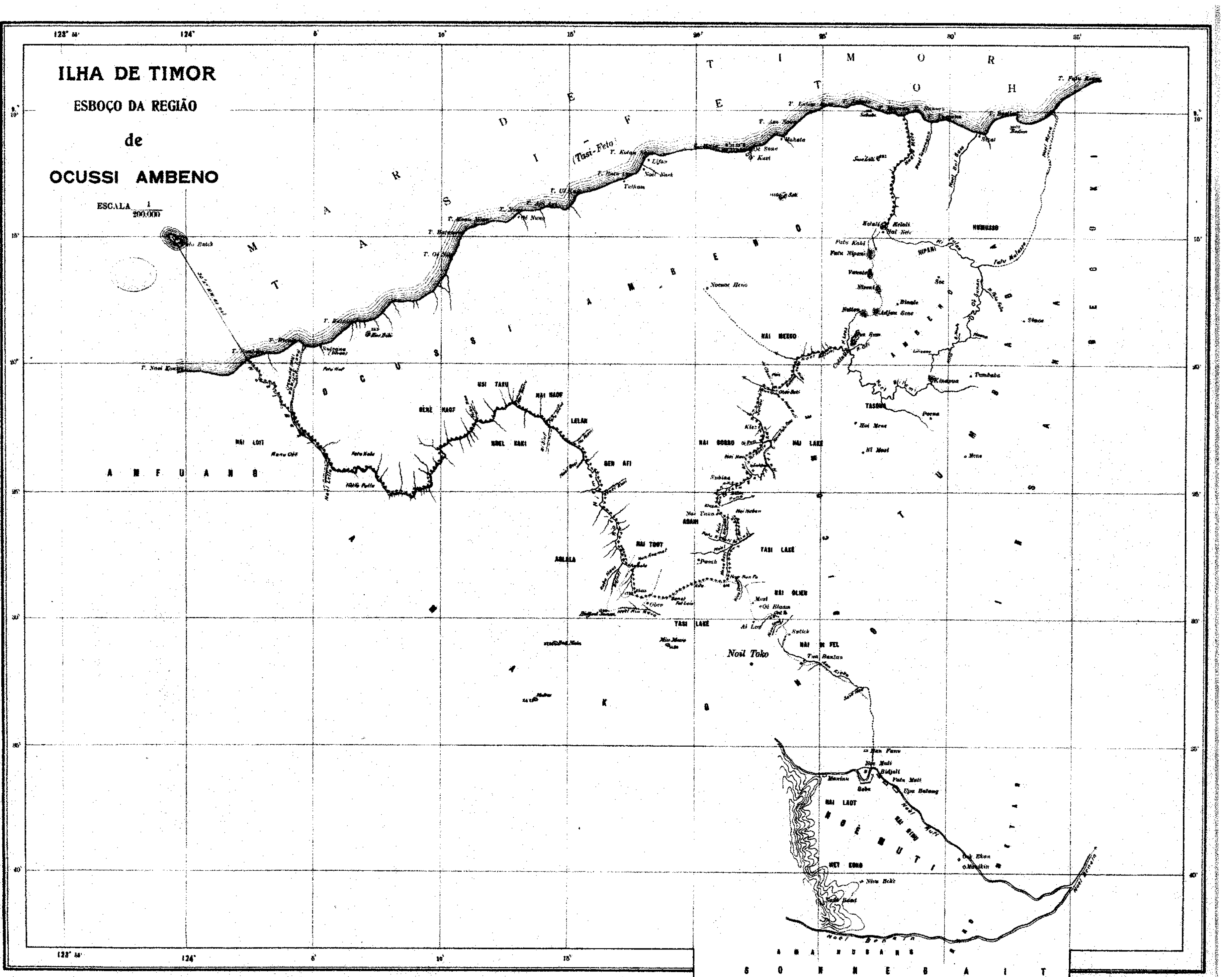
Portugiesische Karte von Oe-Cusse Ambeno und Noimuti (1914)

Ende des 18. Jahrhunderts floh Prinz Richardus oder Richardus Sonbai nach Noimuti. Er war der Sohn des Liurais Neno Sonbai (Dom Pedro von Sonba’i) und Bruder des Liurai Bau. Die Familie gehörte zu den Topasse, Mestizen, die von Portugiesen und Einwohnern der Inseln Flores und Solor stammen. Er ließ sich in Noimuti nieder und wurde Liurai von Noimuti. Nach einigen Quellen wurde er auch symbolischer Liurai von Oecussi, eventuell auch von weiteren Gebieten in Westtimor. Zumindest heiratete Richardus eine Prinzessin von Oe-Cusse. Er starb um 1800. Dom Matheus da Costa wurde der neue Herrscher von Noimuti. Sein Bruder Dom Domingos III. da Costa herrschte danach von 1879 bis 1896. Nach der Abdankung Dom Domingos folgte Dom Domingos IV. Er war der letzte Liurai mit wirklicher Regierungsmacht. Die Nachfolger waren nur noch kulturelle Herrscher und religiöse Führer der Bevölkerung.
| Herrscher                       | Regierungszeit |
| ------------------------------- | -------------- |
| Leu Sonbai alias Alfonso Salema | 1749–1752      |
| António da Costa                | ab 1757        |
| Richardus Sonbai                | bis etwa 1800  |
| Dom Domingos I. (?)             | ?              |
| Dom Domingos II. (?)            | ?              |
| Dom Matheus I. da Costa         | bis 1879       |
| Dom Domingos III. da Costa      | 1879–1896      |
| Dom Domingos IV. da Costa       | 1896–1915      |
| Fettor Koko Salem               | 1915–?         |
| Dom Matheus V.                  | 1940–1953      |
| Dom Michael                     | 1953–?         |
| Dom Antonius                    | ?              |

Im Vertrag von Lissabon hatten die Niederlande 1859 die portugiesische Oberhoheit über Noimuti und Oecussi-Ambeno anerkannt. Im Ostteil Timors existierte dafür die niederländische Exklave Maucatar. Versuche der Herrscher Oe-Cusses scheiterten, Ansprüche auf den Bikomistreifen zu erheben, um eine Landverbindung nach Noimuti zu erhalten.
Am 17. August 1916 wurde in Den Haag der Vertrag auf Grundlage eines Urteils des Internationalen Gerichtshofs von 1913 (Sentença Arbitral) unterzeichnet, der weitgehend die heute noch bestehende Grenze zwischen Ost- und Westtimor festlegte. Die Enklaven Noimuti und Maucatar wurden zwischen den Kolonialmächten ausgetauscht. Dom Domingus IV. da Costa wurde bereits 1915 durch seinen Stellvertreter Fettor Koko Salem ersetzt, da Domingus zu sehr auf der portugiesischen Seite stand. Noimuti wurde Teil Miomafos ab dem 25. April 1917. Die Fettor-Familie hatte das Amt bis 1940 inne. 1940 bis 1953 war Matheus V. Liurai von Noimuti. Die Japaner besetzten Timor zwischen 1942 und 1945 (siehe Schlacht um Timor), danach kamen die Niederländer wieder. Doch die lokalen Herrscher hatten wieder an Einfluss gewonnen. 1949 wurde Westtimor Teil des unabhängigen Indonesiens. 1953 folgte Dom Michael, der Bruder Matheus V. Später kam Dom Antonius, Sohn von Matheus V. Der heutige Kronprinz ist Muda Francisco da Costa.